# Дослідження про уряд
«Дослідження про уряд» (англ. A Disquisition on Government) — політичний трактат, написаний сенатором США Джоном К. Калхуном із Південної Кароліни та опублікований посмертно в 1851 році. Написана у відповідь на те, що Калхун бачив як зростаюче підкорення Півдня Сполучених Штатів більш густонаселеною Північчю Сполучених Штатів, особливо з точки зору просування Північним законодавством про тарифи та протидії рабству, 100-сторінкове «Дослідження» пропагує ідею одночасної більшості щоб захистити те, що він вважав інтересами Півдня. «Дослідження» та інші подібні до неї твори південних «пожирачів вогню» (англ. Fire-Eaters) посилили відчуття роздільності на Півдні та зрештою призвели до сецесії та громадянської війни в США.

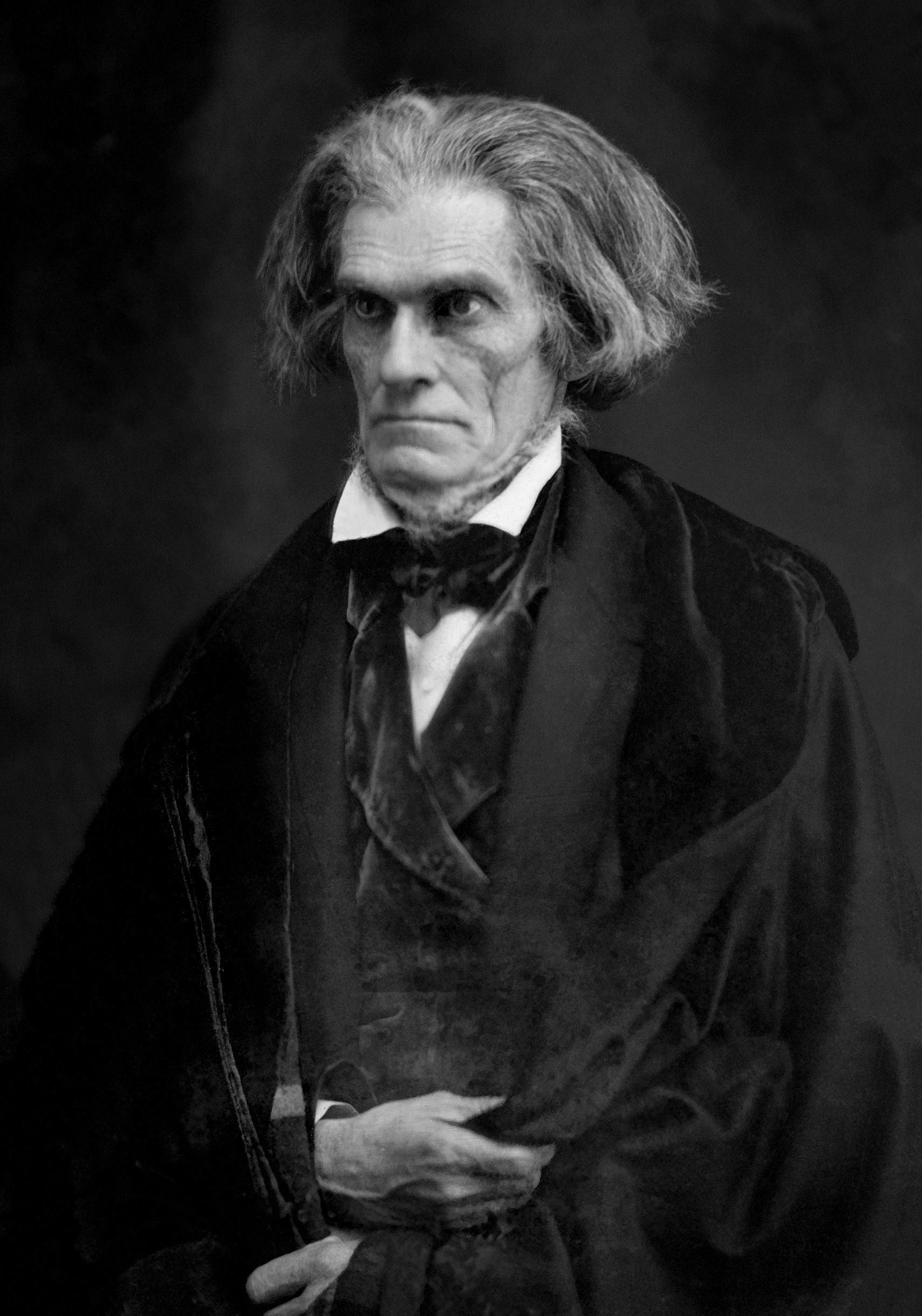
Калхун, сфотографований Метью Брейді в 1849 році

Калхун помер у 1850 році, а «Дослідження» було опубліковано наступного року.

## Передумови
«Дослідження про уряд» — це 100-сторінкове есе про остаточні та всеосяжні ідеї Калхауна про уряд, над яким він працював з перервами протягом шести років до його завершення в 1849 році.  Він систематично представляє його аргументи про те, що чисельна більшість у будь-якому уряді, як правило, нав'язує деспотизм над меншістю, якщо не буде винайдено якийсь спосіб забезпечити згоду всіх класів, верств та інтересів, і, подібним чином, що вроджена людська розбещеність принизить уряду в демократії.

## Огляд
Калхун запропонував паралельну більшість як ключ до досягнення консенсусу — формулу, за якою меншість мала можливість скасувати небажане законодавство, прийняте більшістю. Консенсус досягався за допомогою такої тактики анулювання, вето, яке призупиняло дію закону в межах держави.
Право вето було пов'язане з правом сецесії, що передвіщало анархію та соціальний хаос. Виборці закликають до компромісу, щоб запобігти такому результату. За наявності одночасної більшості Конституція США, як її тлумачить федеральна судова влада, більше не матиме колективної влади над різними штатами. Відповідно до положення про верховенство, яке міститься в статті 6, закони, прийняті федеральним урядом, є «вищим законом країни» лише тоді, коли вони прийняті «відповідно» до Конституції США.
Ці ідеї є переконливими, якщо хтось поділяє переконання Калхауна, що функціонуюча одночасна більшість ніколи не призводить до глухого кута в законодавчому органі; скоріше, талановиті державні діячі, досвідчені в мистецтві примирення та компромісу, будуть прагнути до «загального блага», якою б вибуховою не була проблема. Його формула обіцяла створити закони, які задовольняли б усі інтереси. Кінцевою метою цих механізмів було сприяти автентичній волі білого населення. Калхун прямо відкинув основоположні принципи рівності в Декларації незалежності, заперечуючи, що люди народжуються вільними та рівними у спільній природі та базових потребах. Він вважав цю заповідь «найбільш хибною і небезпечною з усіх політичних помилок».  Держави могли конституційно вжити заходів, щоб звільнитися від надмірного уряду, але раби як окремі особи чи групи інтересів не могли цього зробити. Позиція Калхуна припускала, що зі встановленням одночасної більшості групи меншин будуть достатньо впливати на своїх власних представників, щоб мати право голосу в державних справах; представники діяли б виключно як високопоставлені державні службовці. За такого сценарію політичне керівництво покращиться та збережеться, корупція та демагогія вщухнуть, а інтереси людей будуть дотримані.  Це відкриває другу тему в Дисквізиції та контрапункт до його концепції одночасної більшості — політичну корупцію.
Калхун вважав одночасну більшість необхідною для створення структурних обмежень для управління, вважаючи, що «переважна більшість людства цілком упереджена мотивами власних інтересів і що цим інтересом потрібно керуватись».  Цей вроджений егоїзм неминуче виникне, коли державні доходи стануть доступними політичним партіям для розподілу як патронату. Політики та бюрократи піддадуться спокусі урядових прибутків, накопичених через оподаткування, тарифні збори та державний продаж землі. Навіть зменшення величезних доходів через анулювання постійною меншістю не усуне ці спокуси. Калхун передбачив, що передвиборна агітація, політичні змови та відверте шахрайство будуть використані для введення в оману та відволікання довірливої громадськості; неминуче віроломні демагоги запанують політичною сценою. Відбулося б падіння авторитету серед головних державних діячів і, зрештою, затьмарення одночасної більшості.
Калхун стверджував, що якими б заплутаними та введеними в оману маси не були політичні опортуністи, будь-які спроби нав'язати правління більшості меншості будуть зірвані вето меншості. За словами американського історика Вільяма В. Фрілінга, Келхун не може пояснити, як можна було б досягти компромісу після вето меншості, коли всюдисущі демагоги зраджують своїх виборців і повністю відмовляються від аналогічної більшості. Дві ключові концепції Келхауна — утримання одночасної більшості високопоставленими державними діячами, з одного боку; і неминуче зростання демагогів, які підривають консенсус щодо іншого, — ніколи не примиряються та не вирішуються в Дисквізиції.

Південна Кароліна та інші південні штати протягом трьох десятиліть, що передували Громадянській війні, створювали законодавчі органи, в яких у верхніх палатах домінували приватні інтереси землі та рабів, тоді як у нижніх палатах переважала народна воля чисельної більшості. Для демагогів було мало можливостей утвердитися в цьому політичному середовищі — демократична складова в народі була надто слабкою, щоб підтримувати плебейського політика. Консервативні державні діячі — рабовласницьке дворянство — зберегли контроль над політичним апаратом. Фрілінг так описав політичну систему держави тієї епохи:
[Розподіл місць у законодавчих органах [штату] дав невеликій більшості аристократів з провінції контроль над сенатом і непропорційний вплив у палаті представників. Політична влада в Південній Кароліні була унікальним чином сконцентрована в законодавчих зборах великих власників, які визначали політику штату і обирали людей для її реалізації. Особливості політики Південної Кароліни закріпили контроль вищого класу плантаторів. Вибори до законодавчих зборів штату — єдиний контроль, який маси могли здійснювати над урядом — часто були беззаперечними і рідко дозволяли «плебеям» зробити чіткий вибір між двома партіями чи політиками…
Джон К. Калхун про «одночасну більшість» із його «Дослідження» (1850):
Якби все суспільство мало однакові інтереси, так, щоб інтереси кожної частини були настільки зачеплені діями уряду, що закони, які пригнічують або збіднюють одну частину, обов'язково пригнічують і збіднюють всі інші — або навпаки — тоді виборче право, саме по собі, було б цілком достатнім для протидії тенденції уряду до пригнічення і зловживання своїми повноваженнями. … Але це не так. Навпаки, немає нічого складнішого, ніж зрівняти дії уряду з різноманітними та диверсифікованими інтересами суспільства; і немає нічого простішого, ніж перетворити його повноваження на інструменти для посилення та збагачення одного чи кількох інтересів за рахунок пригнічення та зубожіння інших; і це також під дією законів, сформульованих у загальних рисах — і які, на перший погляд, видаються справедливими та рівними…. Звідси неминуче випливає, що виборче право, передаючи контроль над урядом громаді, повинно … призвести до конфлікту між її різними інтересами, кожен з яких прагне отримати владу як засіб захисту від інших або просування своїх інтересів, незважаючи на інтереси інших. З цією метою між різними інтересами відбувається боротьба за отримання більшості, щоб контролювати уряд. Якщо жоден з інтересів не буде достатньо сильним сам по собі, щоб отримати більшість, буде сформована комбінація. … [і] суспільство розділиться на дві великі партії — велику і малу, — між якими точитиметься безперервна боротьба, з одного боку, за утримання, а з іншого — за здобуття більшості, а отже, контролю над урядом і переваг, які він надає.

## Публікація
Дослідження було опубліковано в 1851 році, незабаром після його смерті, як і супутня книга, Дискурс про Конституцію та уряд Сполучених Штатів (англ. Discourse on the Constitution and Government of the United States).
Багато жителів Півдня повірили застереженням Калхауна, які містилися в Дослідженні та в багатьох інших його творах і промовах, і читали кожну політичну новину з Півночі як додатковий доказ запланованого знищення південного способу життя. Кульмінація настала через десятиліття після смерті Келхауна з обранням республіканця Авраама Лінкольна в 1860 році, що призвело до відділення Південної Кароліни, а за нею ще шести південних штатів. Вони утворили Конфедеративні Штати Америки.

## Цитати

### Про уряд США
Письмова конституція, безумовно, має багато переваг, але було б великою помилкою вважати, що простого включення положень, які обмежують повноваження уряду, без надання тим, для чийого захисту вони вводяться, засобів забезпечення їх дотримання, буде достатньо, щоб запобігти зловживанню владою з боку головної і домінуючої партії. Будучи партією, яка володіє владою, вони будуть… виступати за повноваження, надані конституцією, і проти обмежень, спрямованих на їхнє обмеження. Як основні та домінуючі партії, вони не матимуть потреби в цих обмеженнях для свого захисту…. З іншого боку, другорядна або слабша партія, навпаки, буде діяти в протилежному напрямку і вважатиме їх необхідними для свого захисту від домінуючої партії….. Але там, де немає засобів, за допомогою яких вони могли б змусити основну партію дотримуватися цих обмежень, єдиним засобом, який їм залишається, є сувора конструкція конституції….. Якому головна партія протиставила б ліберальне тлумачення — таке, яке надало б словам гранту найширшого значення, яке вони могли собі уявити. Тоді це була б конструкція проти конструкції — одна з метою скорочення, а інша — максимального розширення повноважень уряду. Але яку користь могла б принести сувора конструкція меншої сторони проти ліберальної інтерпретації більшої, коли одна мала б усі повноваження уряду, щоб втілити свою конструкцію в життя, а інша була б позбавлена всіх засобів, щоб забезпечити її виконання? У такій нерівній боротьбі результат не викликав би сумнівів. Сторона, яка виступає за обмеження, була б переможена….. Кінець боротьби був би підривом конституції…. обмеження були б зрештою скасовані, а уряд перетворений на уряд з необмеженими повноваженнями…. Цьому не завадив би і поділ уряду на окремі та незалежні один від одного відомства…. оскільки всі відомства — і, звичайно, весь уряд — перебували б під контролем чисельної більшості, занадто очевидно, щоб потребувати пояснень, що простий розподіл повноважень між її агентами або представниками мало що може зробити або взагалі нічого не зробить для протидії її схильності до пригнічення та зловживання владою.